# Окраинский, Леонид Александрович
Леони́д Алекса́ндрович Окра́инский (2 октября 1912, Полоцк — 10 мая 1996, Челябинск) — советский деятель промышленного строительства, Герой Социалистического Труда (1966).

## Биография
Окончил Полоцкий архитектурно-строительный техникум (1931).
С 1931 г. — в тресте «Волгострой»: старший прораб; участник Великой Отечественной войны; с 1942 г. — на строительстве Нижнетагильского металлургического завода (Свердловская область); в 1950—1990 гг. — в тресте «Челябметаллургстрой»: начальник управления «Прокатстрой», в 1960—1972 гг. — управляющий, в 1972—1990 гг. — на инженерных должностях.
Участвовал в строительстве канала Москва — Волга, возведении мостов и других объектов. Под его руководством сооружены крупнейшие объекты на Челябинском металлургическом комбинате: 3-я, 4-я и 5-я доменные печи, кислородно-конвертерный цех, электросталеплавильный цех№ 2, ряд прокатных цехов, в том числе блюминг-автомат «1300» с непрерывно-заготовочным станом, уникальные объекты социально-культурного назначения. Трест впервые в Советском Союзе внедрил на строительстве блюминга «1300» прогрессивный метод планирования и управления ходом работ с помощью сетевых графиков. К 1970 году был утроен объём выполняемых трестом строительно-монтажных работ по сравнению с 1955 годом.
Скончался 10 мая 1996 года, похоронен на Успенском кладбище Челябинска.
В Челябинске Леониду Александровичу установлена мемориальная доска. В 2016 году в Калининском районе города появилась улица Окраинского.

## Награды
- медаль «Серп и Молот» (11.08.1966)
- орден Ленина (11.08.1966)
- орден Трудового Красного Знамени (16.05.1945)
- орден «Знак Почёта» (09.08.1958)
- медаль «За трудовое отличие» (25.05.1953)
- другие медали[5]